# Yonai Mitsumasa
Yonai Mitsumasa (米内 光政  2 tháng 3 năm 1880 – 20 tháng 4 năm 1948) là đô đốc Hải quân Đế quốc Nhật Bản, và chính trị gia. Ông là Thủ tướng Nhật Bản từ 16 tháng 1 đến 22 tháng 7 năm 1940.